# L'Essence Jardins
O L'Essence Jardins, com 120,1 metros de altura, é um dos maiores edifícios residenciais do Brasil. Em estilo  neo-clássico foi projetado pelo arquiteto Itamar Berezin. Está localizado no bairro de Cerqueira César, região nobre da cidade de São Paulo
Possui 35 andares, e 31 apartamentos com, aproximadamente 753m² e valor médio de R$19 milhões (2016) e dois duplex com aproximadamente 1400m² de área total cada e valor médio de R$28 milhões (2016). A construção é inovadora pela aplicação de sistema de aquecimento por piso radiante em todos apartamentos. O piso radiante foi construído com uma laje flutuante de concreto isolada onde passam tubos de polietileno, onde circula água com temperatura controlada. A água da piscina é tratada com ozônio. Entre seus moradores, encontra-se a socialite Val Marchiori, o empresário dono da JBS José Batista Sobrinho e o vice-presidente da Guiné Equatorial Teodoro Nguema Obiang Mangue.